# Carl Böker

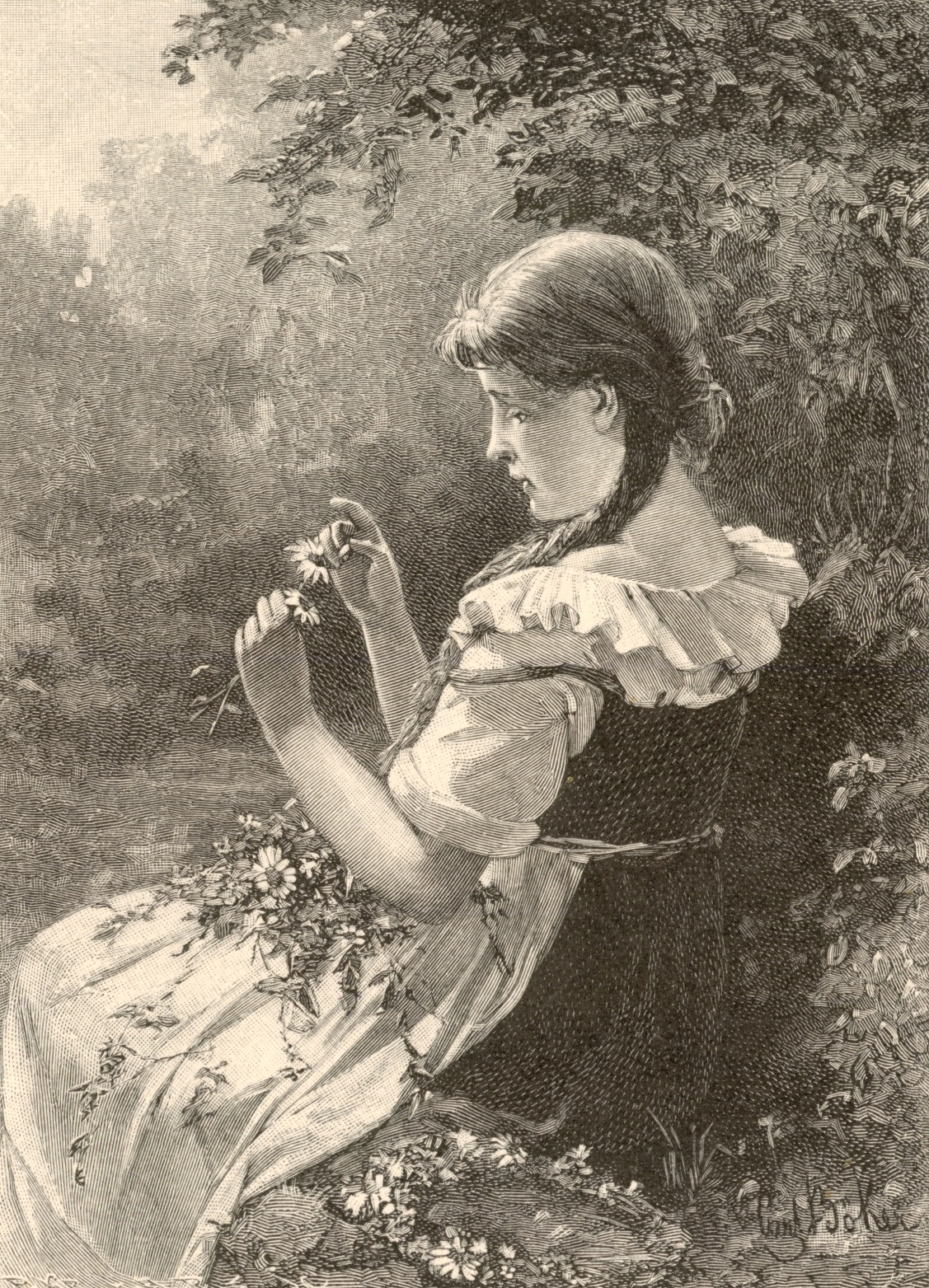
Das Blumenorakel

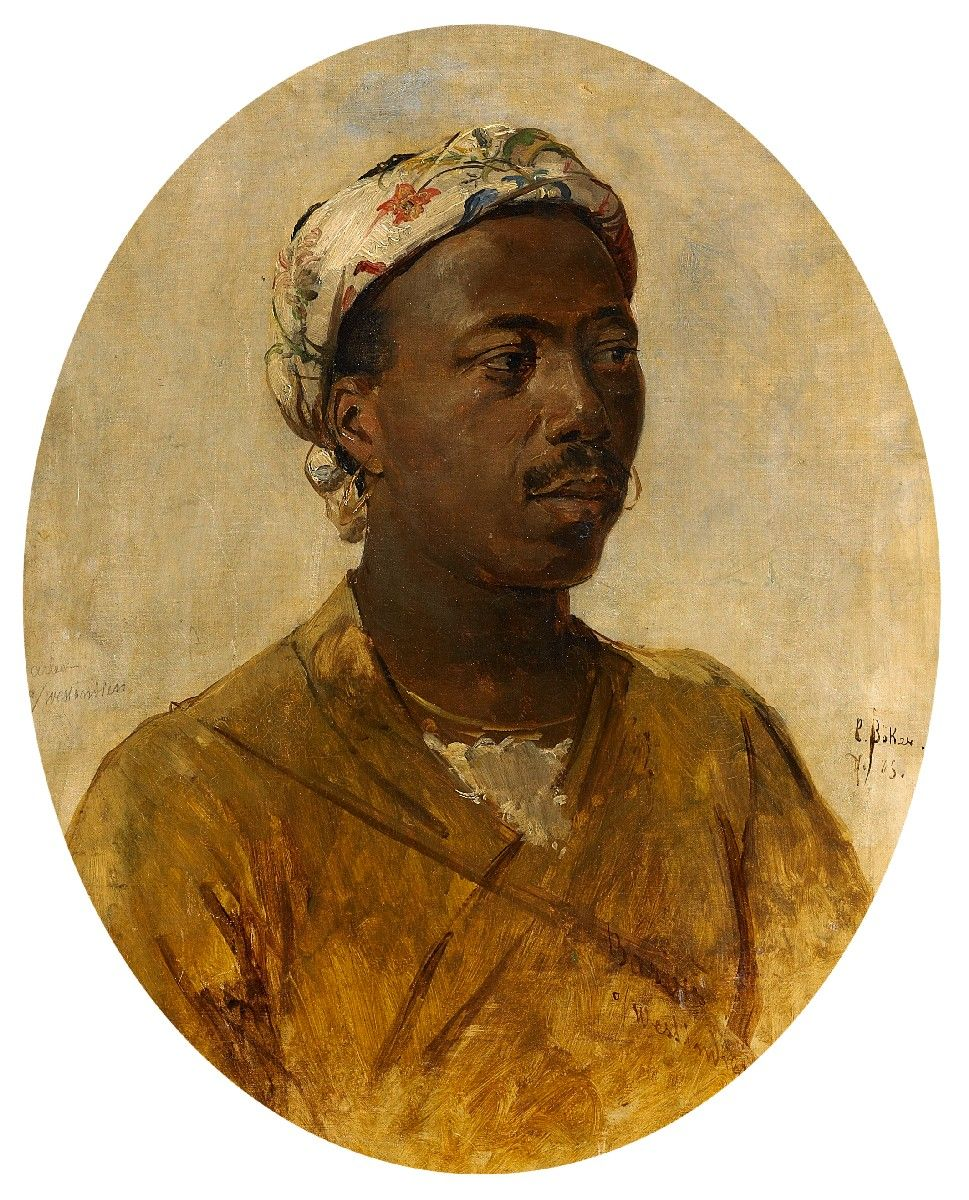
Porträt eines jungen Inders, 1885

Carl Böker (* 4. April 1836 in Barmen (heute Stadtteil von Wuppertal); † 15. Februar 1905 ebenda; auch Karl Böker oder Böcker) war ein deutscher Maler.

## Leben
Böker, Sohn eines Bahnwärters, studierte von 1851 bis 1858 an der Kunstakademie Düsseldorf bei Karl Ferdinand Sohn und Friedrich Wilhelm von Schadow und war in Düsseldorf tätig. Er widmete sich anfänglich biblischen Stoffen, etwa in den Gemälden Josef und Potiphars Weib oder Die Flucht nach Ägypten, ging dann aber in den 1860er Jahren zur Genremalerei über, der sein Werk hauptsächlich zuzuordnen ist. Dazu gehören Motive wie Das gute Zeugnis des Schulknaben und Die kleinen Rekruten. Beide Bilder entstanden 1868; letzteres wurde für Schloss Babelsberg erworben und befand sich im Besitz des deutschen Kaisers Wilhelm I. In den 1880er Jahren wandte sich Böker auch Motiven aus dem bayerischen Voralpenland zu, etwa mit Trachtenbauer Sepp Pauldinger aus Garmisch-Partenkirchen (1889) oder den Ölstudien Schuhplattler aus Schliersee und Bauer aus Hausham/Schliersee aus den 1890er Jahren. Bökers klein- bis mittelformatige Genremalerei, die der Düsseldorfer Malerschule zugeordnet wird, war insbesondere von Karl Joseph Litschauer und Friedrich Hiddemann beeinflusst. Mit der großformatigen Komposition Der Gang zur Kirmes, einer Szene aus dem Glottertal im Schwarzwald, mit der er sich 1870 erstmals an der Berliner Akademischen Kunstausstellung beteiligte, fand er größte Beachtung. Ein Bild Jahrmarktszene erwarb 1913 das Von der Heydt-Museum in Wuppertal. Mehrere seiner Arbeiten, darunter Morgentoilette zweier Bauernmädchen (1876), Am Brunnen (1878) und Vogeldiebe im Verhör (1878) erschienen als Holzstiche in den populären Zeitschriften der Zeit.
Böker war 1863 bis 1905 Mitglied des Künstlervereins Malkasten in Düsseldorf sowie der akademischen Künstlervereinigung Orient.